# 遠藤久美子
遠藤久美子（日语：／ Endō Kumiko，1978年4月8日—），日本女藝人、演員、歌手。暱稱。出身於東京都葛飾區。東寶藝能所屬。本名（舊姓：遠藤）。身高165cm。O型血。

## 簡歷、人物
遠藤久美子作為五個兄弟姐妹中，第二個女兒出生。本身一直很喜歡演藝圈，在中學畢業專輯裡就寫過「我想成為一名配音員或演員」。高中就讀的是一所普通的縣立高中，但在曾擔任音樂現場表演工作人員的導師的支持下，決定進入演藝界發展。她說「如果沒有那位老師，將來怎樣不知道」。
在打工期間，她被姊姊的熟人娛樂製作經理看中，進入娛樂圈。1995年，她以麥當勞的電視廣告短片「證件照片篇」在日本全國各地播出，一舉成名。1996年，首次演出電視劇《冠婚葬祭部長》，此後廣泛活躍於電視劇、綜藝節目、廣告、配音等領域。她大大的眼睛、濃密的眉毛、獨特的沙啞嗓音都是獨一無二的，經常與廣末涼子、內田有紀一起作為短髮偶像代表，出現在媒體上。
1997年，遠藤久美子連續2年作為常駐演出在濱田雅功的綜藝節目《來當萬人迷吧！》上，以其獨特的自然直率性格而走紅。同年也透過綜藝節目《火燄大對抗》獲得了很高的人氣，並首次演出電影《伊莎娜之海》。1998年20歲生日時，作為歌手出道。
她曾在2002年和2003年作為划船比賽的形象藝人出現，並在2002年的《Kyote Honey》中佩戴轉角浮標頭飾。並長期以這個角色出現在國家信用合作社的廣告上。2002年，以首次登上舞台劇。2003年，主演電視劇《有生命的森林》。2004年，主演獨立電影《3港物語》之日本篇「棧橋」。
2009年，前JUDY AND MARY成員恩田快人（貝斯手）、前THE BLUE HEARTS成員原徹也（鼓手）、伊藤浩樹（吉他手）和前ECHOES成員遠藤（主唱）組成了LILY CULTIVAL樂隊。
2011年7月，她離開出道以來一直在的經紀公司AIN'T，成為自由身。但2012年為了開始正式的演藝事業，擔心她成為自由職業者的渡瀨恒彥在東映製作人的介紹下，成為了東寶藝能旗下的藝人。
私生活方面，她在2015年拍攝電影《田沼旅館的奇蹟》時結識了電影導演橫尾初喜，同年12月再次見面後，於2016年7月結婚。2017年2月2日，宣布第一個男孩出生。2019年9月25日，第二個孩子出生。

## 逸事
- 原本留長髮，機緣巧合加入了籃球社，剪頭髮後被星探發掘，就以這個髮型出道了。之後，由於當時公司的政策，一直留著短髮[15]。儘管她經常與短髮聯繫在一起，但從2000年左右開始，她就一直反覆留長和剪髮。2001年演出電視劇《老爹偵探（日语：オヤジ探偵）》和2012年電影《烟愛物語》時，她留著長髮。2011年電影《五日市物語（日语：五日市物語）》拍攝了很長一段時間，但在那段時間她從未用剪刀剪頭髮，繼續讓它生長。
- 喜歡的食物是名代富士蕎麥（日语：名代富士そば）的蕎麥湯麵（日语：かけそば）、日高屋（日语：ハイデイ日高）的中華蕎麥麵。她說「簡單就是好的[原文 1]」[2]。
- 20多歲工作繁忙的時候，唯一的私人時間就是旅行和在更衣室等待。喜歡串珠配飾，所以自己用了珠子（英语：Bead）製作出手鐲、戒指、項鏈和引進槌子等工具來製作皮帶和其他皮革製品，以及製作毛氈工藝品，她說這是一種放鬆的方式[8]。

## 演出

### 電影
- 伊莎娜之海（日语：いさなのうみ）（1997年）—飾 美智子
- 廣播時間（日语：ラヂオの時間）（1997年）—飾 第七代辯天少女·一之瀨彌生
- 庶務二課（1998年）—飾 塚原佐和子
- 富江 re-birth（2001年）—飾 北村仁美
- 東京攻略（2001年）—飾 櫻田直美
- 皮卡丘的心跳捉迷藏（2001年）—旁白
- 惡名1 ～復活大和魂～（日语：悪名）（2001年）—飾 阿照
- 郵差（日语：ポストマン (2008年の映画)）（2008年）—飾 竹內彩子
- KIZUKI（2008年）—飾 菅原由梨
- 劇場版 棒球大聯盟：友情的一球（2008年）—飾 川瀨涼子（配音）
- 3港物語 日本篇「棧橋」（2009年）—主演：飾 馬場久子
- No Sponsored（2010年）—主演：飾 湊愛衣子
- 五日市物語（日语：五日市物語）（2011年）—主演：飾 伊藤友里
- 烟愛物語（2012年）—飾 愛樹
- 樹海的兩人（2013年）—飾 竹內純子
- 虎面人（2013年）
- 田沼旅館的奇蹟（2015年）—飾 田沼加惠
- 春風拂過的校園（2016年）—飾 藏田富子
- Yurari（日语：ゆらり）（2017年）—飾 保科
- 武藏 -MUSASHI-（日语：武蔵 -むさし-）（2019年）—飾 吟
- 琥珀（日语：こはく (映画)）（2019年）—飾 廣中友里惠
- 達人 THE MASTER（2021年）僅主題歌
- 越大的事越小聲地說（日语：大事なことほど小声でささやく）（2022年）—飾 四海由佳
- （2023年）—飾 松本綾香
- （2024年）—飾 朝比奈花[16]

### 電視演出

#### 連續電視劇
- 冠婚葬祭部長（日语：冠婚葬祭部長）（1996年1月—3月，TBS）—飾 小山田未央
- 聖龍傳說（日语：聖龍伝説）（1996年10月—12月，日本電視台）—飾 酒井美咲
- FiVE（日语：FiVE）（1997年4月—6月，日本電視台）—飾 加藤泉
- 別擔心（日语：ドンウォリー!）（1998年4月—6月，富士電視台）—飾 內藤彩子
- 重返少年時（1999年1月—3月，日本電視台）—飾 山岸由佳
- 七人武士 J家之反亂（日语：七人のサムライ J家の反乱）（1999年4月—2000年9月，朝日放送）—飾 久美子
- 天邊（日语：てっぺん (テレビドラマ)）（1999年7月—9月，朝日電視台）—飾 高木香苗
- 抓住幸福的尾巴2（日语：ハッピー 愛と感動の物語#第2作）（2000年7月—9月，東京電視台）—飾 磯崎圓
- 十三夜 來自靈界的邀請函（2001年10月—12月，神奈川電視台）—飾 遠藤久美子（廣播節目「心靈通信」DJ）
- 老爹偵探（日语：オヤジ探偵）（2001年7月—9月，朝日電視台）—飾 早乙女黎
  - 老爹偵探2（2002年10月—12月）
- 愛的劇場（日语：愛の劇場） 舞動人生（日语：ダンシングライフ）（2003年5月—6月，TBS）—主演：飾 三村明子
- 她已不在人世。（日语：彼女が死んじゃった。）（2004年1月—3月，日本電視台）—飾 歌川繭
- 超人力霸王Q 黑暗幻想（日语：ウルトラQ dark fantasy）（2004年4月—6月，東京電視台系列）—飾 楠木涼
- 警視廳搜查一課9係（朝日電視台）—飾 垣內妙子[注 3]
  - 警視廳搜查一課9係 第1系列（2006年4月—6月）
  - 警視廳搜查一課9係 年末特別篇（2006年12月）
  - 警視廳搜查一課9係 第2系列（2007年4月—6月）
  - 警視廳搜查一課9係 第3系列（2008年4月—6月）
  - 警視廳搜查一課9係 第4系列（2009年7月—9月）
  - 警視廳搜查一課9係 第5系列（2010年7月—9月）
  - 警視廳搜查一課9係 第6系列（2011年7月—9月）
  - 警視廳搜查一課9係 第7系列（2012年7月—9月）
  - 警視廳搜查一課9係 第8系列（2013年7月—9月）
  - 警視廳搜查一課9係 第9系列（2014年7月—9月）
  - 特別電視劇 警視廳搜查一課9係（2014年10月）
  - 警視廳搜查一課9係 第10系列（2015年4月—7月）
  - 警視廳搜查一課9係 第11系列（2016年4月—6月）
  - 警視廳搜查一課9係 第12系列（2017年4月—6月）
  - 特搜9 season1（2018年4月—6月）
  - 特搜9 特別篇（2019年4月）
  - 特搜9 season2 第9話（2019年6月12日）
  - 特搜9 season4 第6話（2021年5月12日）
  - 特搜9 season6 第5話（2023年5月3日）
  - 特搜9 final season 第1話・第2話・第5話・第8話（2025年4月9日・4月16日・5月7日・5月28日）
- 電視劇30（日语：ドラマ30） 加金町 ～歸來的孩子們～（日语：がきんちょ〜リターン・キッズ〜）（2006年7月—9月，MBS）—飾 夏川桃（現代）
- 安宅一家人（日语：安宅家の人々#テレビドラマ（2008年））（2008年1月—3月，東海電視台）—主演：飾 安宅（宇田川）久仁子
- Crystal（日语：クリスタル (テレビドラマ)）（2011年6月—7月，千葉電視台）—飾 山野有希
- 雲霧仁左衛門（日语：雲霧仁左衛門 (2013年のテレビドラマ)）（2013年10月—11月，NHK BS Premium）—飾 阿聞
  - 雲霧仁左衛門2（2015年2月—3月）
  - 雲霧仁左衛門FINAL（2025年1月—2月）[17]
- 暴風雨的眼淚 ～我們還有明天～（日语：嵐の涙〜私たちに明日はある〜）（2016年2月—3月，東海電視台）—飾 枝川真紀
- 對面的爆紅家族（日语：向かいのバズる家族）（2019年4月—6月，讀賣電視台）—飾 菅野橙子
- 連續劇W 不管夜晚多黑（日语：夜がどれほど暗くても#テレビドラマ）（2020年11月—12月，WOWOW）
- 有他的生活（日语：彼のいる生活#テレビドラマ）（2024年4月—5月，TOKYO MX）—飾 夏川冴子[18]

##### 客串演出
- TOKYO23區之女／中野區之女（1996年7月，富士電視台）—主演：飾 田中裕子
- 寶貝兒子（日语：金のたまご）（1997年，TBS）
- 金田一少年の事件簿 第5話、第6話（1996年，日本電視台）—飾 和泉櫻
- 虛擬少女（日语：バーチャルガール (テレビドラマ)） 第6話（2000年2月19日，日本電視台）—飾 早坂憧子
- 刑事搜查線（日语：はみだし刑事情熱系） partV 第16話（2001年1月，朝日電視台）—飾 三好夏子
- 傳說中的夫人（日语：伝説のマダム） 第4話（2003年5月，日本電視台）—飾 宮崎真琴
- 迷宮先生（朝日電視台系列）
  - 第3系列 第9話（2004年8月26日）—飾 宮田典子
  - 第4系列 第7話（2005年6月2日）—飾 宮田典子
  - 第5系列 第5話（2006年11月23日）—飾 大河內美緒
  - 第6系列 第14話（2009年3月12日）—飾 平田貴美子
  - 第7系列 第4話（2010年5月13日）—飾 落合直子
- 慶次郎緣側日記（日语：慶次郎縁側日記#テレビ時代劇） 第1系列 第2話（2004年9月，NHK綜合）—飾 阿直
- 相棒 season3 第6話（2004年12月1日，朝日電視台）—飾 千葉春子
- 刑事部屋 ～六本木奇怪搜査班～（日语：刑事部屋〜六本木おかしな捜査班〜） 第6話（2005年8月24日，朝日電視台）—飾 三崎由夏
- 新·華麗菊太郎（日语：はんなり菊太郎） 第1話（2007年1月11日，NHK）—飾 阿妙
- BOYS美型專家（日语：BOYSエステ） 第3話（2007年7月，東京電視台）—飾 希
- 孤島法官奮鬥記（日语：ジャッジ 〜島の裁判官奮闘記〜） 第4話、第5話（2007年11月3日、10日，NHK綜合）—飾 新元美月
- 7人女律師 第2系列 第5話（2008年5月8日，朝日電視台）—飾 高杉綾芽
- 必殺仕事人2009　第9話（2009年3月13日，朝日電視台）—飾 椿衣笠
- 你們沒有明天（日语：君たちに明日はない#テレビドラマ） 第4話（2010年2月6日，NHK）—飾 池田彰子
- 都市傳說之女 第6話（2012年5月18日，朝日電視台）—飾 須貝佐代子
- 科搜研之女（朝日電視台）
  - Season12 第6話（2013年2月21日）—飾 川崎京子
  - Season17 第13話（2018年2月15日）—飾 瀧澤亮子
- 擁有100個資格的女人 ～兩起離婚殺人調查～（日语：100の資格を持つ女〜ふたりのバツイチ殺人捜査〜） 第7話（2013年6月15日，朝日電視台）—飾 田中由香
- 刑警110公斤 第2系列 最終話（2014年6月5日，朝日電視台）—飾 黑川步
- 最強名醫3 第6話（2015年2月12日，朝日電視台）—飾 今井孝子
- 出入禁止之女 ～事件記者鐵忍布～（日语：出入禁止の女〜事件記者クロガネ〜） 第5話（2015年2月19日，朝日電視台）—飾 藤原耐子
- 超人力霸王X 第17話（2015年11月17日，東京電視台）—飾 相澤香織
- 女人們的特蒐最前線（日语：女たちの特捜最前線#連続ドラマ） 最終話（2016年8月25日，朝日電視台）—飾 八代瑠璃子
- 隱菊（日语：隠れ菊） 第7話、最終話（2016年10月16日—23日，NHK BS Premium）—飾 秋葉里沙
- 櫻的親子飯（日语：さくらの親子丼） 最後的一杯（2017年11月25日，東海電視台）—飾 西浦花菜子
- 不知道也無妨 第8話（2020年2月26日，日本電視台）—飾 相田依子
- 記憶搜查2 ～新宿東署事件簿～（日语：記憶捜査〜新宿東署事件ファイル〜#シーズン2（2020年）） 第5話（2020年11月20日，東京電視台）—飾 佐久間禮子
- 假面騎士REVICE 第3話、第4話（2021年9月19日、26日，朝日電視台）—飾 桶谷妙子
- 二月的勝者-絕對合格教室- 第5話、7話、8話、最終話（2021年11月—12月，日本電視台）—飾 島津優子
- 競爭的維護者 第8話（2022年8月29日，富士電視台）—飾 小勝負朋子
- 幸福滿滿的便當 第3話（2023年3月11日，北海道電視台）—飾 片莉奈[19]

#### 單發電視劇
- 週一特別劇場（日语：月曜ドラマスペシャル）（TBS）
  - 親子律師偵探書（日语：親子弁護士の探偵帖）2（1996年7月）—飾 牧原涼子
  - 偵探 左文字進（日语：探偵 左文字進）2 骯髒的獎牌（2000年4月17日）—飾 木島直美
- CHIKI CHIKI BAN BAN（1996年9月，日本電視台）—飾 吉羽羽子
- zap Entertainment！「。」（2000年，WOWOW）—飾 桂富美
- 週六WIDE劇場（日语：土曜ワイド劇場）（朝日電視台）
  - 外科醫生佐伯真的殺人病歷（2001年3月）—飾 一之瀨久美
  - 殺人地點（2003年2月）—飾 桃井和世
  - 多克VS德卡（日语：ドクVSデカ）2 ～心療內科醫生&殺人課刑警之搜査檔案～（2004年9月4日）—飾 島田明美
  - 傑出律師巽志郎（日语：はみだし弁護士・巽志郎）9（2005年9月17日）—飾 二宮由美
  - 大嬸刑警！流石姬子（日语：おばはん刑事!流石姫子） FINAL（2006年8月26日）—飾 櫻井知花
  - 救急救命士牧田沙織（日语：救急救命士・牧田さおり）5（2007年2月3日）—飾 高谷史恵惠
  - 京都茶會殺人事件（日语：狩矢父娘シリーズ）（2009年5月2日）—飾 菊川千秋
  - 火災調査官紅蓮次郎（日语：火災調査官・紅蓮次郎）14（2014年1月25日）—飾 中園知美
  - 京都南署鑑識簿（日语：京都南署鑑識ファイル）10（2016年4月2日）—飾 今井光
- 女性的愛與神祕（日语：女と愛とミステリー）（東京電視台）
  - 純情商店街 幽靈殺人事件（2001年5月）—飾 三枝由香里
  - （2003年1月）—飾 野苔南
- Drama D Mode（日语：ドラマDモード） 她們的獸醫學入門（2002年，NHK）—飾 大森知夏
- 週三推理9（日语：水曜ミステリー9）（東京電視台）
  - 信農可倫坡（日语：信濃のコロンボ#中村梅雀版）2 北國街道殺人事件（2002年5月22日）—飾 田尻風見子
  - 監察醫生篠宮葉月 屍體會說話（日语：監察医・篠宮葉月 死体は語る）12（2012年11月28日）—飾 佐山美奈子
  - 陸奧拉麵控記者宮澤賢一郎（日语：みちのく麺食い記者 宮沢賢一郎）2（2013年2月27日）—飾 遠山忍
  - 刑警吉永誠一 淚之事件簿12（2013年10月2日）—飾 田代恭子
- 女兒呀（2003年9月，TBS）—飾 川村明子
- 間寬平少年物語（2003年12月6日，關西電視台）—飾 松原奈津子
- 私人婚禮禮賓 小野寺由香里（2004年9月7日，BS富士）—主演：飾 小野寺由香里
- 週二懸疑劇場 監察女醫室生亞季子（日语：監察医・室生亜季子）36（2005年1月11日，日本電視台）—飾 田島幸子
- DRAMA COMPLEX（日语：DRAMA COMPLEX） 薔薇的微笑 ～我愛你但我感到悲傷～（2006年7月4日，日本電視台）—飾 野田里佳子
- 週一黃金（日语：月曜ゴールデン）（TBS）
  - 鐵路便當刑警神保德之助（日语：駅弁刑事・神保徳之助）—飾 工藤美奈子
    - 鐵路便當刑警神保德之助（2007年4月30日）
    - 鐵路便當刑警神保德之助2（2008年5月5日）
    - 鐵路便當刑警神保德之助3（2009年5月4日）
    - 鐵路便當刑警神保德之助4（2010年5月3日）
    - 鐵路便當刑警神保德之助5（2011年5月2日）
    - 鐵路便當刑警神保德之助6（2012年4月2日）
    - 鐵路便當刑警神保德之助7（2013年5月13日）
    - 鐵路便當刑警神保德之助8（2014年5月5日）
    - 鐵路便當刑警神保德之助9（2015年5月11日）
    - 鐵路便當刑警神保德之助10（2016年5月2日）
    - 鐵路便當刑警神保德之助11（2017年1月30日）

  - 臨終醫師 摩托車媽媽的往診日誌（2011年12月12日）—飾 桑田優子
  - 家庭醫生神村愛（日语：ホームドクター・神村愛）2（2013年8月26日）—飾 黑田一美
  - 歐巴本 -京都兩位女律師-（日语：オバベン -京都ふたりの女弁護士-）2（2016年2月29日）—飾 香川安子
- 週六懸疑特別企劃 伊勢志摩殺人事件（2008年3月8日，朝日電視台）—主演：飾 大原路子
- 幻十郎必殺劍（日语：幻十郎必殺剣） 特別篇（2009年4月10日，東京電視台）—飾 阿咲
- 女刑警水紀（日语：女刑事みずき〜京都洛西署物語〜） 特別篇（2010年6月24日，朝日電視台）—飾 佐佐木真由
- 週五Prestige（日语：金曜プレステージ）（富士電視台）
  - 淺見光彥系列（日语：浅見光彦シリーズ (フジテレビのテレビドラマ)#中村俊介版）42 惡魔的種子（2011年11月18日）（2011年11月18日）—飾 諏訪由紀子
  - 糟糕檢事 ～矢場健的暴走搜査～（日语：ヤバい検事 矢場健〜ヤバケンの暴走捜査〜）（2012年2月24日）—飾 篠崎繪美
  - 劍客生涯 鬼熊酒屋（2014年8月8日）—飾 阿信
- 特別電視劇 黑之斜面（日语：黒の斜面#テレビ朝日版）（2016年1月24日，朝日電視台）—飾 羽田美雪
- 北海道警察事件檔案 警部補五條聖子（日语：北海道警事件ファイル 警部補 五条聖子）5 ～旭川、美瑛、知床 幻影蝦夷狼之謎～（2017年3月19日，東京電視台）—飾 戶田涼子
- 無盡的偵探 第0章 前後篇（2017年5月5日、12日，廣島HOME電視台）—飾 裕子
- 赫爾先生 ～新娘的爸爸是名偵探!?（日语：ハルさん）（2017年12月3日，朝日電視台）—飾 島田聰子
- 大岡越前特別篇 ～相連親子的名判決～（日语：大岡越前 (2013年のテレビドラマ)）（2019年1月4日，NHK BS Premium）—飾 阿紺
- 週日Prime（日语：日曜プライム） 法醫學教室之事件檔案（日语：法医学教室の事件ファイル）46（2019年6月23日，朝日電視台）—飾 小谷麻理
- 劇集W 父親與兒子的地下偶像（2020年2月23日，WOWOW）—飾 清永真夏
- 值班律師 梶原藤子之事件簿（2020年6月22日，東京電視台）—飾 新藤禮子
- 奇怪的刑警（日语：おかしな刑事） 最終回！大千秋樂特別篇（2024年1月6日，朝日電視台）—飾 吉田綠[20][21]
- 對岸（日语：むこう岸#テレビドラマ）（2024年5月6日，NHK綜合）—飾 山之內香澄[22]
- 藤子·F·不二雄SF短篇劇（日语：藤子・F・不二雄 SF短編ドラマ） 第3季「我的機器人（日语：マイロボット）」（2025年3月27日，NHK BS Premium 4K）[23]

#### 動畫
- 愛你寶貝★★（2004年4月—10月）—飾 片倉鈴子
- 棒球大聯盟（2004年—2010年）—飾 川瀨涼子

#### 綜藝節目
- 火燄大對抗（日语：ウッチャンナンチャンのウリナリ!!） 「藝人社交舞蹈部（日语：ウリナリ芸能人社交ダンス部）」（1997年—1998年，日本電視台）
- 來當萬人迷吧！（日语：人気者でいこう!）（1997年—1999年，朝日放送）
- YO-GAKU PANIC！（1997年—1998年，朝日電視台）
- 生日快樂！（日语：ハッピーバースデー!）（1998年—1999年，富士電視台）
- 口袋音樂（日语：ポケットミュージック）（1998年—2000年，日本電視台）
- 未來護士（日语：未来ナース）（TBS）
  - 未來護士（1998年—1999年）
  - 未來護士99（1999年）
- 新·真夜中的王國（日语：真夜中の王国）（2000年—2003年，NHK-BS2）
- 魔術王國（日语：マジック王国）（2001年—2002年，東京電視台）
- 微笑毛犬的熱情（日语：笑う犬#笑う犬の情熱 Gonna go crazy! Funky Dogs）、微笑毛犬的太陽（日语：笑う犬#笑う犬の太陽 THE SUNNY SIDE of Life）（2002年—2003年，富士電視台）
- 遠久美的微笑廚房（2004年，東京電視台）
  - 遠久美的安排廚房（2005年）
- （2005年—2006年，日本電視台）
  - 第5話
  - 第8話
- 環遊四國一周的當地公車轉乘之旅（日语：ローカル路線バス乗り継ぎの旅）（2011年12月3日，東京電視台）
- （富士電視台）不定期演出
- 轟天綜藝！從早早坂（日语：パッパラ!パラダイス 朝から早坂）（朝日電視台）

#### 情報、教養節目
- 趣味悠悠（日语：趣味悠々）（NHK教育）
  - （2004年）
  - !!（2005年）
  - （2008年—2009年）
- 衛星動畫劇場（日语：衛星アニメ劇場）（2004年4月3日—2005年3月26日）—飾 指南
- 義大利雨會話（日语：各国語学講座）（2005年—2006年）
- NHK特集 MEGAQUAKE 巨大地震（日语：MEGAQUAKE 巨大地震） 第3回（2010年3月7日）[24]
- 町田忍的昭和復古紀行（2010年5月—7月，SKY Perfect旅Channel（日语：旅チャンネル））—旁白
- （2011年11月11日，NHK BS Premium）—旁白
- 亞洲人的微笑（日语：アジアンスマイル）（2011年，NHK BS）—旁白
- （2014年1月20日，NHK教育）—飾 安井高子
- 海上武士與越南公主（2014年2月16日，長崎國際電視台製作、BS日視（3月15日））—導航
- 深夜咖啡廳東京（東京電視台）—主持人
- 東京Galerie（東京電視台）—主持人

### 非戲院首映、DVD
- 必殺始末人3（日语：必殺始末人）（1997年）—飾 八重姬
- 惡名2 ～殘暴喧嘩魂～（日语：悪名）（2001年）—飾 御照
- 實錄 廣島四代目
  - 實錄 廣島四代目 第1次抗爭篇（2003年）
  - 實錄 廣島四代目 第2次抗爭篇（2003年）

### 網路電視劇
- （2004年，NETCINEMA.TV（日语：NETCINEMA.TV））—主演：飾 渡邊初音
- THE SUPER DRY FILMS 企劃 第2作「PLAY BALL！」（2004年）—飾 八代春美
- 第6話（2006年2月，GyaO（日语：GYAO!#GyaO））—飾 辛澤惠里
- 第1話、第4話（2007年，miranca（日语：ミランカ））
- 第3回（2009年，NHK 1seg2（日语：NHKワンセグ2））
- 學校怪談×SKE48（日语：学校の怪談 (配信ドラマ)） 第6話（2012年7月，BeeTV）—飾 笠原夕美
- 第5週（2012年12月，NOTTV）—主演：飾 麻美

### 廣播節目

#### 廣播劇
- ZERO（2005年2月，NHK-FM、FM劇院（日语：FMシアター））
- （2012年，NHK-FM、FM劇院）—飾 茜

#### 其它
- （TBS電台）
- （2002年—2003年，文化放送）
- 週六音樂綜藝（日语：土曜音楽パラダイス）（2005年，NHK廣播第1）
- Vodafone COUNTDOWN JAPAN（日语：JA全農 COUNTDOWN JAPAN）（2005年—2006年，TOKYO FM）
- 森田健作 青春霹靂（2010年—2012年，bayfm）
- 廣播人傑克（日语：ラジオマンジャック）（2012年4月7日—2013年3月23日，NHK-FM）

### 舞台
- （2002年4月—6月，G2（日语：G2 (演出家)） Produce＋PARCO RICOMOTION、PARCO劇場（日语：PARCO劇場） 等）—飾 真奈美
- 有生命的森林（日语：森は生きている#ミュージカル）（2004年8月，RISE PRODUCE、ARTPHERE）—主演：飾 女孩
- 甜言蜜語（英语：A Taste of Honey (film)）（2005年5月，古川 Office Produce、劇院X）—主演：飾 喬
- 魔界轉生（2006年9月，松竹、新橋演舞場）—飾 御錢
- 金魚的夢想（2009年8月—9月，Meguro Persimmon Hall（日语：めぐろパーシモンホール） 等）—飾 松沼桃
- 四疊半藍調（2010年7月，紀伊國屋大廳（日语：紀伊國屋ホール）、ABC大廳（日语：ABCホール））
- （2011年1月—5月，東寶、中日劇場 等）—飾 敬子
- （2012年7月，JOE Company、青山圓形劇場（日语：青山円形劇場））
- 人生就像一輛沒有軌道的列車（日语：人生はガタゴト列車）（2013年3月—5月，東寶、劇院1010（日语：シアター1010） 等）—飾 里子
- 三個歐吉桑（2015年9月，中日劇場、新歌舞伎座（日语：新歌舞伎座 (大阪)）、博多座 等）—飾 清田貴子
- ～2016 The Climax Special～（2016年5月15日，PARCO劇場）[25]
- FOLKER（2025年2月，堂島河濱會館（日语：堂島リバーフォーラム））[26]

### 遊戲
- Captain Love（日语：キャプテン・ラヴ）（1999年）—飾 永堀愛美

### 廣告
- 竹田製菓（日语：竹田本社）「菓子之城（日语：お菓子の城）」
- 日本麥當勞
- 丸石自行車（日语：丸石サイクル）
- SEGA
- 米飯食推進委員會（日语：食糧庁）「！」
- 明治製菓
- Enrico Coveri
- NTT行動東北（日语：NTTパーソナル）
- 明星食品（日语：明星食品）「中華街」
- 大澤商會（日语：大沢商会）「拉科斯特」
- 全國信用組合中央協會
- 三共（日语：三共 (製薬会社)）「Lulu（日语：ルル (風邪薬)）」
- KING JIM
- 講談社「TOKYO1週間」「KANSAI1週間」
- 索尼互動娛樂 「PlayStation」
- 日石三菱（日语：新日本石油）「日石三菱燈油」
- Passnet（日语：パスネット）
- Megane Super（日语：メガネスーパー）
- K-Opticom（日语：オプテージ）「eo 」
- 雇用促進事業會（日语：雇用促進事業会）
- 富士重工業「SUBARU PLEO」
- 競艇
- Aviva（日语：アビバ）
- 井村屋（日语：井村屋グループ）
- 國土交通省 汽車檢點整備推進協會
- 總務省「行政相談週間」海報
- 普利司通「Playz」
- 總務省、消防廳、厚生勞動省「救急救命士」海報
- 保險市場（日语：保険市場）

### MV
- 磯貝西蒙（日语：磯貝サイモン）

## 音樂作品

### CD
- （1998年4月8日，東芝EMI（現EMI音樂日本））
- （1998年8月21日，東芝EMI）
- （1998年12月16日，東芝EMI）
- （1999年4月9日，東芝EMI）
- HOLD ON MY HEART（1999年11月26日，東芝EMI）
- CROSSROAD（2000年11月1日，Victor Entertainment）
- （2015年10月1日，U's Music）—作為16 voices成員參加[27]。

### 專輯
- （1999年4月28日，東芝EMI）
- V.B.O.E. (Very Best Of Enkumi)（2000年3月29日，東芝EMI）
- （2003年9月17日，DOMO）

### 錄影帶、DVD
- （1998年4月8日，東芝EMI）
- （1998年8月21日，東芝EMI）
- Happy Pocket Presents（1998年12月23日，東芝EMI）
- 1st Concert "Yume ROCKETS"（1999年8月25日，東芝EMI）
- 遠藤久美子！（2000年12月20日，Pony Canyon）
- One from the heart（2002年9月20日，DOMO）
- Four Season（2006年12月，DOMO）
- （2010年9月，Polaris）

### 參加作品
- 16 Voices（2015年10月1日）[28]

## 寫真集
- 《久美子》（攝影：澤渡朔（日语：沢渡朔），1995年，朝日出版社（日语：朝日出版社））
- 《ENKUMI18歳》（攝影：渡邊達生（日语：渡辺達生），1996年，WANI BOOKS（日语：ワニブックス））
- 《月刊遠藤久美子》（攝影：蜷川實花，2003年，新潮社）
- 《數位週刊Playboy寫真集》 歡迎回來，遠久美。（攝影：舞山秀一，2015年，集英社）

## 後援會
- （NIFTY-Serve（日语：ニフティサーブ）的粉絲論壇就是以此命名）

（1997年—2008年 最終於會報Vol.40閉會）

## 腳註

## 外部連結
- 遠藤久美子｜東寶藝能 （日語）
- 遠藤久美子 （页面存档备份，存于） （日語）—NHK人物錄